# Marco Grevelhörster
Marco Grevelhörster (* 26. April 1970) ist ein ehemaliger deutscher Fußballspieler.

## Spielerkarriere
Von der SpVgg Ingelheim kam Marco Grevelhörster 1991 in die Amateur-Oberliga zum FSV Frankfurt, bei dem er sich über die Jahre zu einer wichtigen Stütze für die Mannschaft entwickelte. Im Jahr 1994 stieg er mit dem FSV in die 2. Bundesliga auf. Nachdem der FSV Frankfurt in der folgenden Spielzeit abgeschlagen Letzter geworden war, Grevelhörster aber mit sechs Toren hinter Miklos Molnar immerhin zweitbester Torschütze seines Teams war, wechselte er zum 1. FSV Mainz 05 und blieb so in der 2. Liga. Bei den Mainzern blieb er vier Jahre lang, um 1999 für umgerechnet 100.000 Euro zu Kickers Offenbach zu wechseln. Im April 2000 erlitt er einen Bandscheibenvorfall, in dessen Folge er ab Juli 2000 als Sportinvalide geführt wurde.
In insgesamt 134 Zweitligaspielen erzielte er 21 Tore.